# Nymphicula stipalis
Nymphicula stipalis là một loài bướm đêm trong họ Crambidae.